# Spirotaenia minuta
Spirotaenia minuta là một loài Song tinh tảo trong họ Mesotaeniaceae, thuộc chi Spirotaenia.